# 원더러스트 (영화)
《원더러스트》(영어: Wanderlust)는 2012년 공개된 미국의 코미디 영화이다.

## 줄거리
조지와 린다 부부가 뉴욕에 원룸집을 얻자마자 조지가 다니는 회사가 문을 닫고, 린다는 HBO에 팔아보려던 다큐멘터리를 거절당한다. 집을 되판 부부는 일자리를 제안한 조지의 형 릭이 있는 애틀랜타를 향해 고속 도로를 달리던 중 쉬어 가기 위해 조식 제공 호텔에 들린다.
호텔은 곧 히피 공동체로 밝혀지고, 이곳 생활을 잠시 맛보기 경험하며 보다 살아있는 느낌을 받은 린다는 2주간 사전 체험을 해보자고 한다. 린다에게 빠진 세스와 조지와 자고 싶은 에바는 부부에게 자유 연애 개념을 밀어붙인다. 에바의 접근을 물리친 조지는 이곳의 삶을 더는 참을 수 없어 릭의 집으로 떠나고 공동체 일원으로 녹아든 린다는 남기를 고집한다.
한편 공동체 소유주 카빈이 땅 문서를 찾지 못해 재산권 귀속 여부에 논란이 있는 가운데 부동산 개발 업자들은 이 땅을 차지해 카지노를 세우고자 한다. 땅 문서를 찾아낸 세스는 공동체를 배신하고 이를 업자에게 넘겨 거액을 독차지해 린다와 새 삶을 시작하고 싶어하는데...

## 출연
- 폴 러드 - 조지 거건블랫 역
- 제니퍼 애니스턴 - 린다 거건블랫 역
- 저스틴 서로 - 세스 역
- 미케일라 왓킨스 - 머리사 거건블랫 역
- 말린 오케르만 - 에바 역
- 로런 앰브로즈 - 아먼드 코언 역
- 조 로트룰리오 - 웨인 데이비드슨 역
- 앨런 알다 - 카빈 위긴스 역
- 캐스린 한 - 캐런 역
- 제시카 세인트클레어 - 디나 슈스터 역
- 켄 머리노 - 릭 거건블랫 역
- 조던 필 - 로드니 윌슨 역
- 케리 케니실버 - 캐시 역
- 린다 래빈 - 샤리 역
- 키건마이클 키 - HBO 직원 역
- 데이비드 웨인, 마이클 이언 블랙, 마이클 쇼월터, 레이 리오타 - 뉴스 기자 역
- 존 딜리오
- 토드 배리

## 기타 제작진
- 배역: 수지 패리스
- 미술: 에런 오즈번